# William B. Post
William Boyd Post (New York, 26 december 1857 – Fryeburg (Maine), 12 juni 1921) was een Amerikaans pionier van de kunstzinnige fotografie. Hij wordt gerekend tot de stroming van het picturalisme.

## Leven en werk
Post behoort tot de eerste fotografen in Amerika die zich toelegden op de fotografie als kunstvorm. Hij besteedde veel aandacht aan compositie en bewerkte zijn foto’s met grote zorgvuldigheid.
Post werd geboren in New York, maar vestigde zich uiteindelijk in Maine. Daar vatte hij een diepe affectie voor het landschap op, die zich weerspiegelt in zijn fotowerk. Gebruikmakend van de soft focus-techniek maakte hij talloze platinum prints van bloeiende appelbomen, akkers en velden tijdens de oogsttijd, waterlelies, sneeuwlandschappen, enzovoort. Het werk van Post wordt vooral geroemd om zijn rijke tonen en het contemplatieve, sensitieve karakter.
Post was lid van de "Camera Club of New York" en publiceerde diverse malen in hun tijdschrift Camera Notes. Zijn werk werd bewonderd door Alfred Stieglitz, die hem in 1903 ook lid maakte van zijn bekende fotoclub "Photo-Secession".
Werk van Post is momenteel te zien in "The Minneapolis Institute of Arts", het "American Art Museum" in Washington en in het "J. Paul Getty Museum" in Los Angeles.

## Galerij

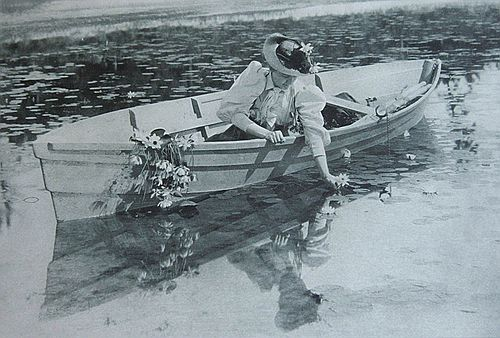
Summer Days, 1895
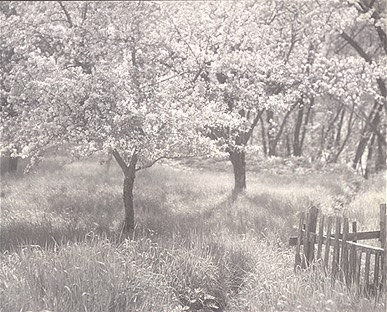
Apple Trees in Blossom, 1897
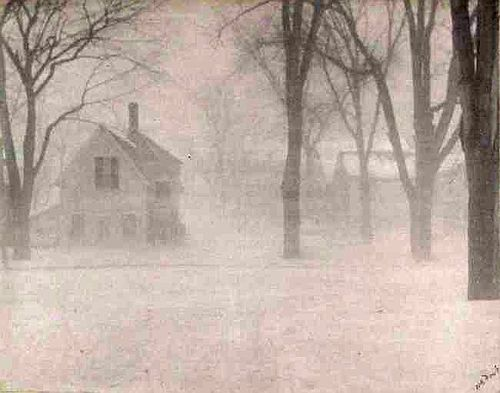
New England Village, fog, 1905
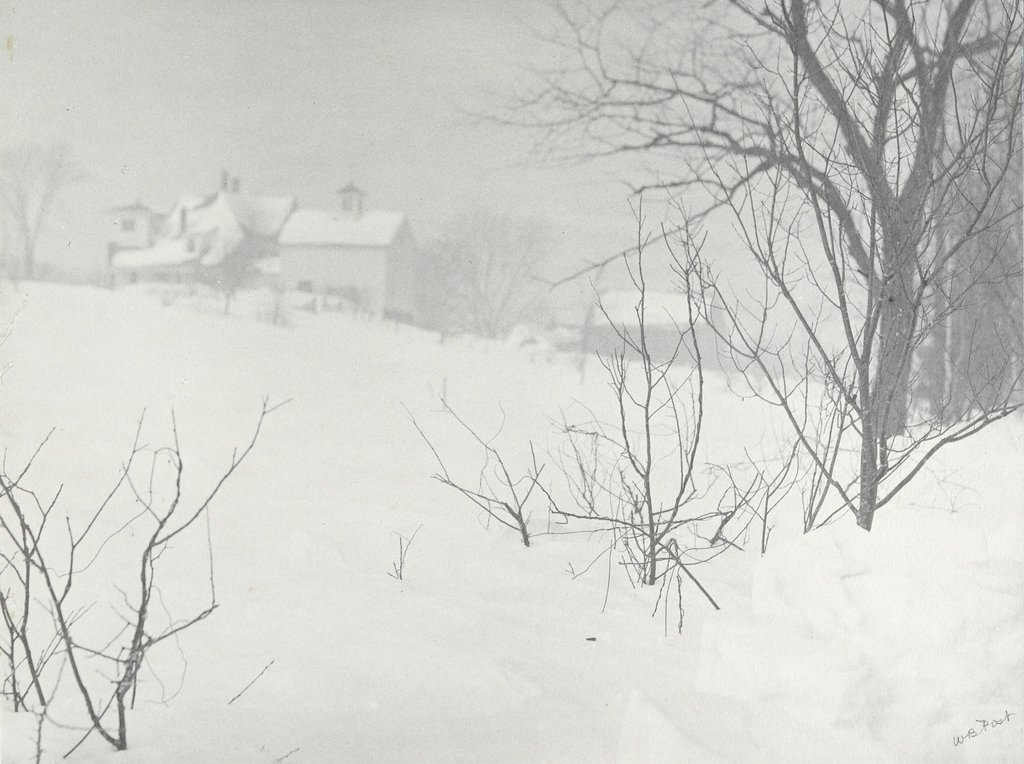
Wintry Landscape, Fryeburg, Maine, ca. 1904
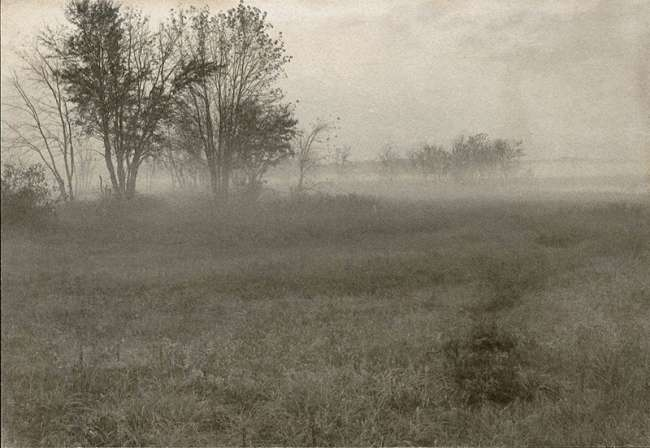
Landscape in Fog, 1905